# Nintendo Labo
Nintendo Labo (ニンテンドーラボ, Nintendō Rabo) est une série de jeux vidéo de construction et d’action-aventure développée par Nintendo, vendue sous la forme de kits et compatible exclusivement avec la Nintendo Switch. Les deux premiers kits ont été mis en vente le 27 avril 2018, le troisième le 14 septembre 2018 et le quatrième est disponible depuis le 12 avril 2019. Chacun de ses kits comprend des planches de carton pré-découpées ainsi que d'autres accessoires devant être assemblés à l'aide du logiciel contenu sur la carte de jeu ainsi que d'une console Nintendo Switch et de ses Joy-Con. Les Toy-Con ainsi créés permettent alors d'interagir avec le logiciel du kit concerné. Nintendo décrit Nintendo Labo comme un moyen d'enseigner les principes de l'ingénierie, de la physique et de la programmation.

## Système de jeu

### Construction

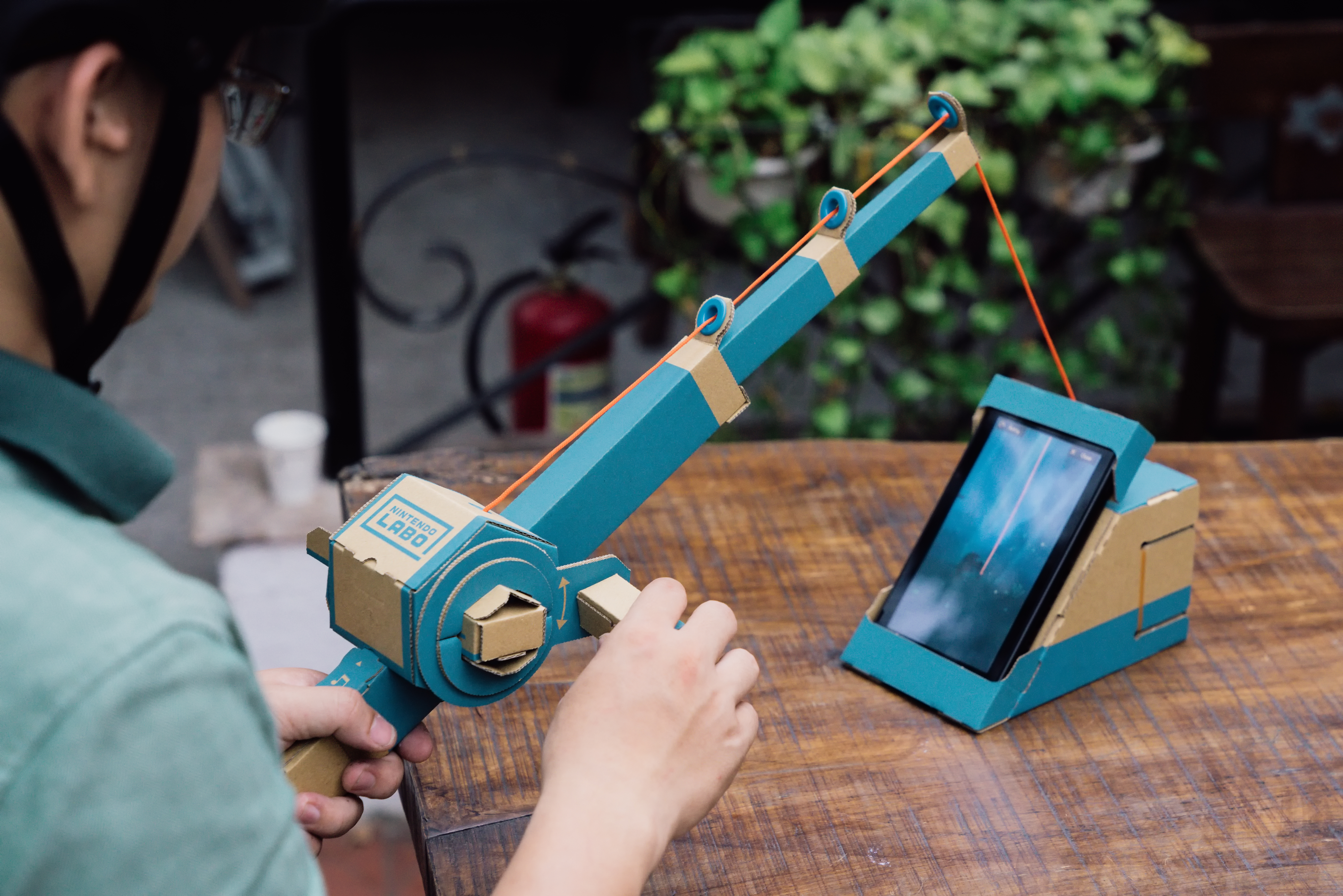
La Canne à pêche Toy-Con en interaction avec la Nintendo Switch fixée sur locéan. Les Joy-Con sont placés dans le manche et le moulinet.

Nintendo Labo est une série de jeux vidéo vendus en kits individuels, chacun contenant des planches de carton pré-découpées et d'autres accessoires permettant de construire un ou plusieurs Toy-Con. Les kits contiennent en plus une carte de jeu pour Nintendo Switch sur laquelle se trouvent des instructions interactives permettant de fabriquer les Toy-Con. On y trouve également des mini-jeux permettant d'utiliser les jouets construits.
Une fois qu'un Toy-Con est fabriqué, le joueur insère l'écran de la Nintendo Switch et/ou un ou deux Joy-Con dans ce dernier, selon les instructions fournies par le jeu. Chaque Toy-Con fonctionne alors différemment selon qu'il interagit avec l'écran ou un des Joy-Con. Par exemple, une pression sur les touches du Piano Toy-Con est détectée grâce au Joy-Con droit, muni d'un capteur infrarouge, qui va alors jouer la note sélectionnée sur la console. La Voiture téléguidée Toy-Con se déplace, elle, grâce aux vibrations HD des Joy-Con lancées avec l'écran tactile de la console. Les joueurs peuvent, par ailleurs, décorer librement les Toy-Con grâce à leur composante en carton, en s'aidant de crayons de couleurs, de bandes adhésives ainsi que d'autres matériaux. Les joueurs expérimentés peuvent quant à eux inventer de nouvelles façons de jouer avec chaque Toy-Con,.
En plus des instructions de montage et des mini-jeux, le logiciel de jeu contient des instructions sur la manière dont fonctionnent les Toy-Con avec la console, en décrivant notamment le fonctionnement global du capteur du Joy-Con droit,.

### Atelier Toy-Con
Chaque cartouche de jeu Nintendo Labo comprend une fonctionnalité spéciale appelée Atelier Toy-Con. Cette fonctionnalité permet aux utilisateurs de créer et programmer leur propre Toy-Con grâce à des commandes de programmation simples. Ils peuvent alors utiliser les matériaux des kits Nintendo Labo ou alors leurs propres matériaux. 
L'Atelier Toy-Con consiste à créer des commandes simples en connectant des nœuds d'entrée et des nœuds de sortie. L'enclenchement de l'entrée permet alors de lancer la sortie, si elle est connectée. Des nœuds intermédiaires peuvent être ajoutés pour modifier le fonctionnement de l'entrée. Par exemple, une entrée peut être modifiée en bouton à pression ou contrôleur de mouvement, tandis que le nœud intermédiaire peut permettre de définir un nombre précis d'occurrences de l'entrée pour actionner la sortie. La sortie permet alors de faire vibrer le Toy-Con ou d'allumer l'écran de la console.
L'Atelier Toy-Con propose ainsi plusieurs options pour personnaliser chaque nœud, telles que le réglage de la sensibilité et de la direction du stick de contrôle afin d'activer l'entrée. Plusieurs commandes d'entrées-sorties peuvent être utilisées ensemble afin de créer des systèmes plus complexes.

## Développement
Nintendo Labo a été annoncé le 17 janvier 2018. Selon Reggie Fils-Aimé, directeur de Nintendo of America, « Nintendo Labo est différent de tout ce que nous avons fait auparavant ». Il a donc été développé pour étendre la catégorie d'âge auquel s'adresse la Nintendo Switch. Nintendo annonce que le produit a été « spécialement conçu pour les enfants et ceux qui sont des enfants dans l'âme ».
Le fil conducteur de Nintendo Labo est « Construire, Jouer, Découvrir », la partie découvrir permettant à l'utilisateur de savoir comment fonctionnent les Toy-Con, que ce soit au niveau de l'ingénierie, de la physique ou encore de la programmation. Cela montre alors la manière de construire et jouer avec eux. Cependant, à l'origine, les kits n'étaient pas destinés à être éducatifs. Selon Tsubasa Sakaguchi, développeur de Nintendo Labo, l'objectif était d'« expliquer le fonctionnement de la technologie qu'il y a derrière les créations Toy-Con ».

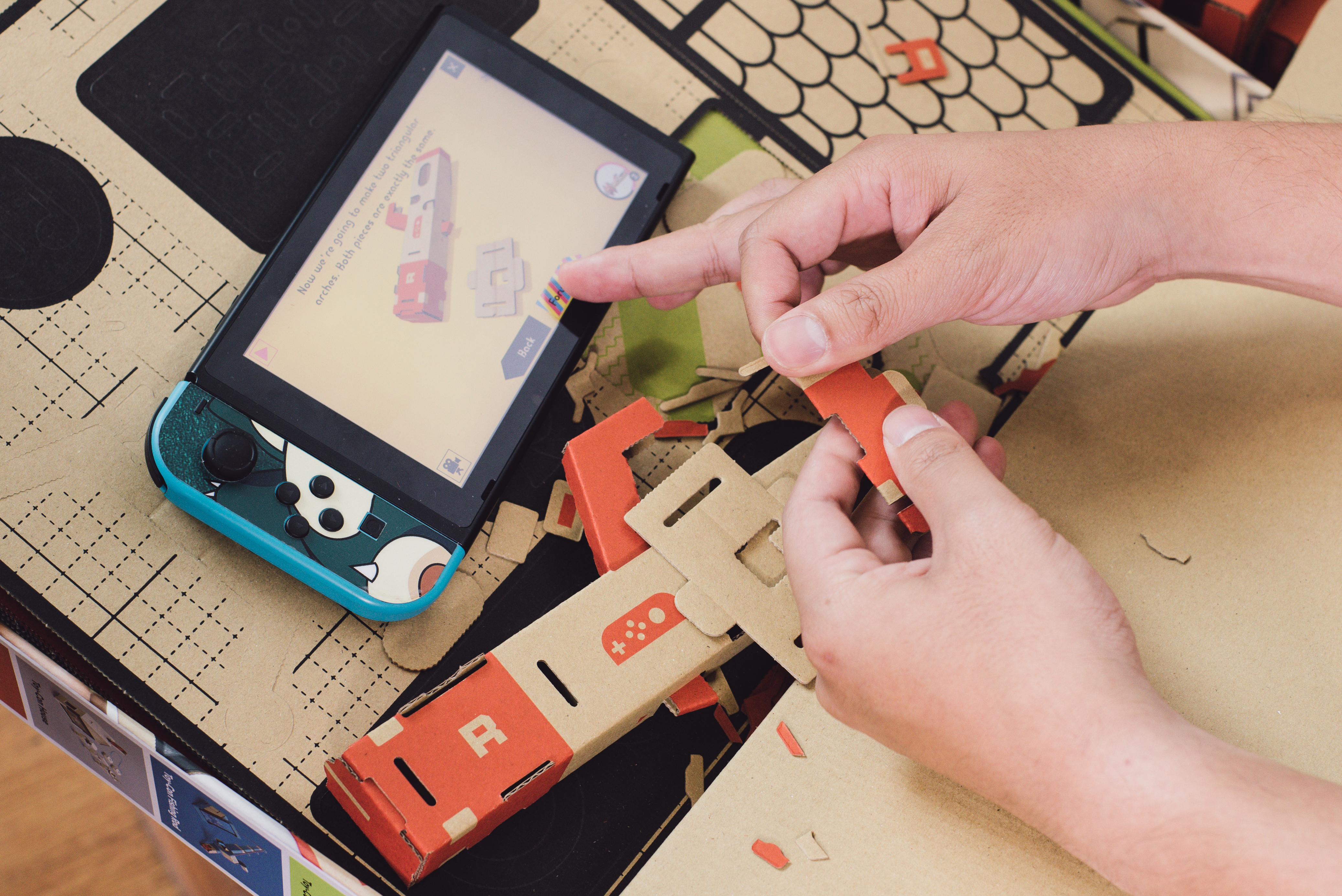
Construction de la Moto Toy-Con à l'aide de planches en carton pré-découpées et des instructions disponibles sur la cartouche de jeu.

Le concept de Nintendo Labo est apparu chez Nintendo lorsqu'il a été demandé aux employés de la société de venir avec des idées sur la manière d'utiliser les Joy-Con de la console. Ainsi, parmi un grand nombre d'idées potentielles, celle de construire des jouets en carton autour des manettes a retenu toute l'attention. Selon Shinya Takahashi, general manager de Nintendo EPD, l'utilisation de carton pour jouer est une pratique commune chez les enfants japonais. Ainsi, lorsqu'ils ont commencé à mettre au point des prototypes, ils ont découvert que le processus d'essais et d'erreurs lors de l'assemblage des jouets en carton était « extrêmement amusant ». À mesure que le concept était mis au point, les développeurs ont trouvé qu'il correspondait parfaitement à la philosophie globale de Nintendo qui est d'innover en matière de divertissement. Il était donc possible d'apporter à l'expérience de jeu de la Nintendo Switch autre chose qu'un simple enthousiasme.
Tsubasa Sakaguchi, directeur de Nintendo Labo, Koichi Kawamoto, directeur de la Nintendo Switch et producteur de Nintendo Labo, et Yoshiyasu Ogasawara, responsable de la partie matériel de Nintendo Labo, ont déclaré dans une interview que leur objectif était d'utiliser les caractéristiques spécifiques de la Nintendo Switch de manière qu'aucun autre système ne puisse les imiter. Les Joy-Con ont été traités comme des « paires de capteurs » pouvant être utilisés de diverses façons, notamment en se concentrant sur leurs trois technologies principales qui sont « les deux gyroscopes, la caméra infrarouge à détecteur de mouvements et la fonction de vibrations HD ». Lors des trois semaines de prototype initial de brainstorming, appelé « fêtes de prototypes », l'équipe de développement a été chargée d'explorer les possibilités diverses des Joy-Con avec le jeu.
Interrogés sur le choix du matériau de construction, les développeurs ont répondu que le carton avait été préféré au plastique car l’imprimante 3D qu’ils utilisaient pour le prototypage était incapable de suivre le rythme de leurs tests : « Nous fabriquions, ajustions et testions très rapidement. L’imprimante 3D ne pouvait pas suivre. ». Le carton permet également aux joueurs de « monter leur projet eux-mêmes, le réparer eux-mêmes, le customiser.... et ainsi de suite ».
Au départ, les Toy-Con ont été imaginés simples à construire ; cela se révélant complexe à mettre en œuvre, il a été décidé « qu'il n'y aurait besoin ni de ciseaux ni de colle pour assembler les créations Toy-Con ». Des améliorations ont donc été apportées aux prototypes sur la base de commentaires des utilisateurs et des développeurs. Cela a ensuite incité à créer le logiciel d’instructions interactives et à privilégier la simplicité à l’apparence. Lors des tests de développement, avant l'achèvement des planches en carton, des photographies ont été prises et rassemblées dans « des petits flipbooks qui montraient les instructions », où « les flipbooks les plus simples faisaient environ 1 000 pages, et les plus complexes environ 3 000 ».
Bien que le carton constituant les Toy-Con soit robuste, Nintendo a reconnu que le carton pouvait s'user avec le temps et vend donc des feuilles de remplacement pour chaque Toy-Con via sa boutique en ligne,,. Interrogé sur la durabilité des Toy-Con lors d’un entretien avec CNET, Yoshiyasu Ogasawara a déclaré : « Nous avons testé leur résistance à la même action lors de centaines de milliers de répétitions. Nous espérons donc qu’ils dureront longtemps dans des conditions normales ».
À partir d'octobre 2018, Nintendo a collaboré avec Institute of Play pour faire entrer Nintendo Labo dans les écoles élémentaires, dans le but initial d'atteindre 2 000 élèves d'ici la fin de l'année scolaire 2018-2019. Nintendo fournit l'ensemble Nintendo Switch et kits Nintendo Labo, tandis que l’Institut élabore les plans de cours pour les enseignants.

## Kits de jeu
Deux kits, le multi-kit et le kit robot, ont été annoncés pour le lancement de Nintendo Labo en Amérique du Nord, en Australie et au Japon le 20 avril 2018 et en Europe le 27 avril 2018. Un ensemble de personnalisation contenant des rouleaux adhésifs, des pochoirs et des autocollants est vendu séparément. Nintendo vend également sur son eShop des modules de rechange pour chacun des Toy-Con afin de les réparer s'ils se cassent,. Par ailleurs, Nintendo Japan propose en téléchargement gratuit les modèles de planches en carton pré-découpées,.
Au lancement, Nintendo n'a confirmé aucun kit Nintendo Labo additionnel, mais les journalistes ont observé que d'autres Toy-Con étaient présents dans la bande annonce générale du jeu, confirmant alors la sortie probable de kits futurs,. Ainsi, le 14 septembre 2018, un troisième kit, le kit véhicules, a été commercialisé. Un quatrième kit, le kit VR, est en vente depuis le 12 avril 2019. Il permet d'apporter l'expérience de réalité virtuelle à la Nintendo Switch. Ce dernier kit inclut par ailleurs l'ensemble des Toy-Con apparaissant dans la bande annonce générale et n'étant pas apparus dans les trois précédents, certains de ces Toy-Con étant légèrement recolorés.

### Toy-Con 01: Multi-kit

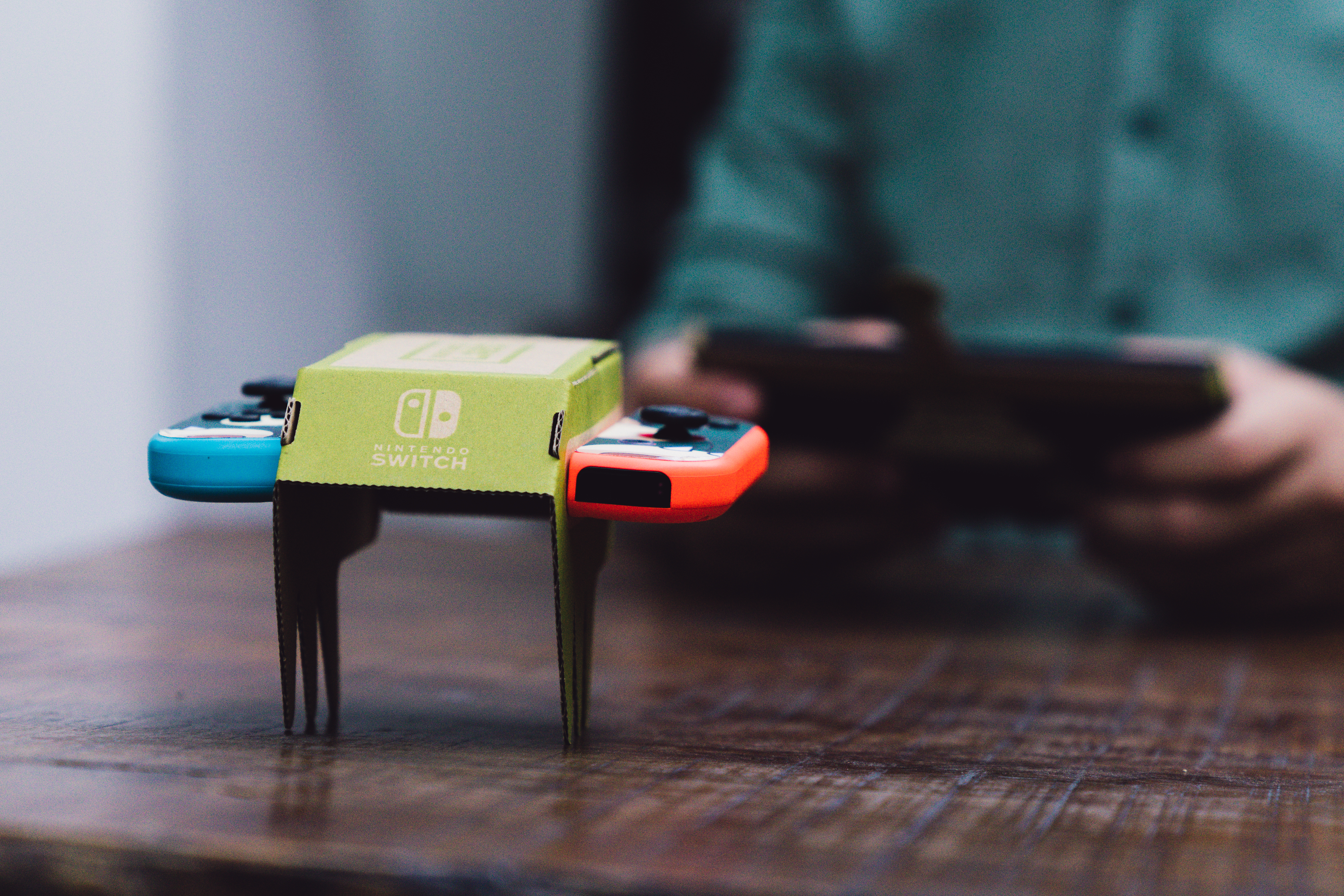
La Voiture téléguidée Toy-Con, avec les deux Joy-Con attachés de part et d'autre, contrôlée par la console Nintendo Switch.

Le Toy-Con 01 : Multi-kit permet de créer cinq Toy-Con différents :
- La voiture téléguidée, en deux exemplaires, dont la vitesse et la direction peuvent être contrôlées grâce aux vibrations HD des Joy-Con. Le logiciel de jeu permet au joueur de contrôler la voiture comme un véhicule télécommandé en utilisant la console elle-même comme manette. Le logiciel permet également à la voiture de suivre des cibles à l’aide de la caméra infrarouge du Joy-Con droit ;
- La canne à pêche, où les Joy-Con sont placés dans le manche et le moulinet, permettant de baisser/monter la ligne et de modifier l'orientation de la canne ;
- La maison, où se trouvent trois fenêtres dans lesquelles doivent être insérées des vis, détectées par la caméra infrarouge du Joy-Con droit placé dans le plafond, permettant d’interagir avec la bête du mini-jeu associé ;
- La moto, où les Joy-Con sont placés de part et d'autre du guidon, permettant de contrôler cette dernière (Toy-Con compatible avec le jeu Mario Kart 8 Deluxe)[37] ;
- Le piano sur lequel se trouve une octave complète, dont les notes sont détectées par la caméra infrarouge du Joy-Con droit placé à l'arrière. Des vis permettent de modifier les notes.

Pour construire ces Toy-Con, le kit contient la carte de jeu Nintendo Switch contenant le logiciel d'utilisation du multi-kit, sur laquelle se trouvent les instructions de construction des Toy-Con ainsi qu'au minimum un mini-jeu associé. On y retrouve également 28 planches de carton, 3 feuilles d'autocollants réfléchissants, 3 feuilles de coussinets adhésifs, 2 ficelles, 5 œillets et 8 élastiques.
Certains Toy-Con disposent de plusieurs fonctions, comme la moto qui permet notamment de faire des courses ou encore de créer sa propre piste, que ce soit un tracé conventionnel avec le Toy-Con ou alors un terrain prenant une forme précise, détectée avec la caméra infrarouge du Toy-Con droit. Cette même capacité du Toy-Con droit permet de créer ses propres poissons, grâce au piano, dans l'aquarium disponible dans le jeu.

### Toy-Con 02: Kit robot

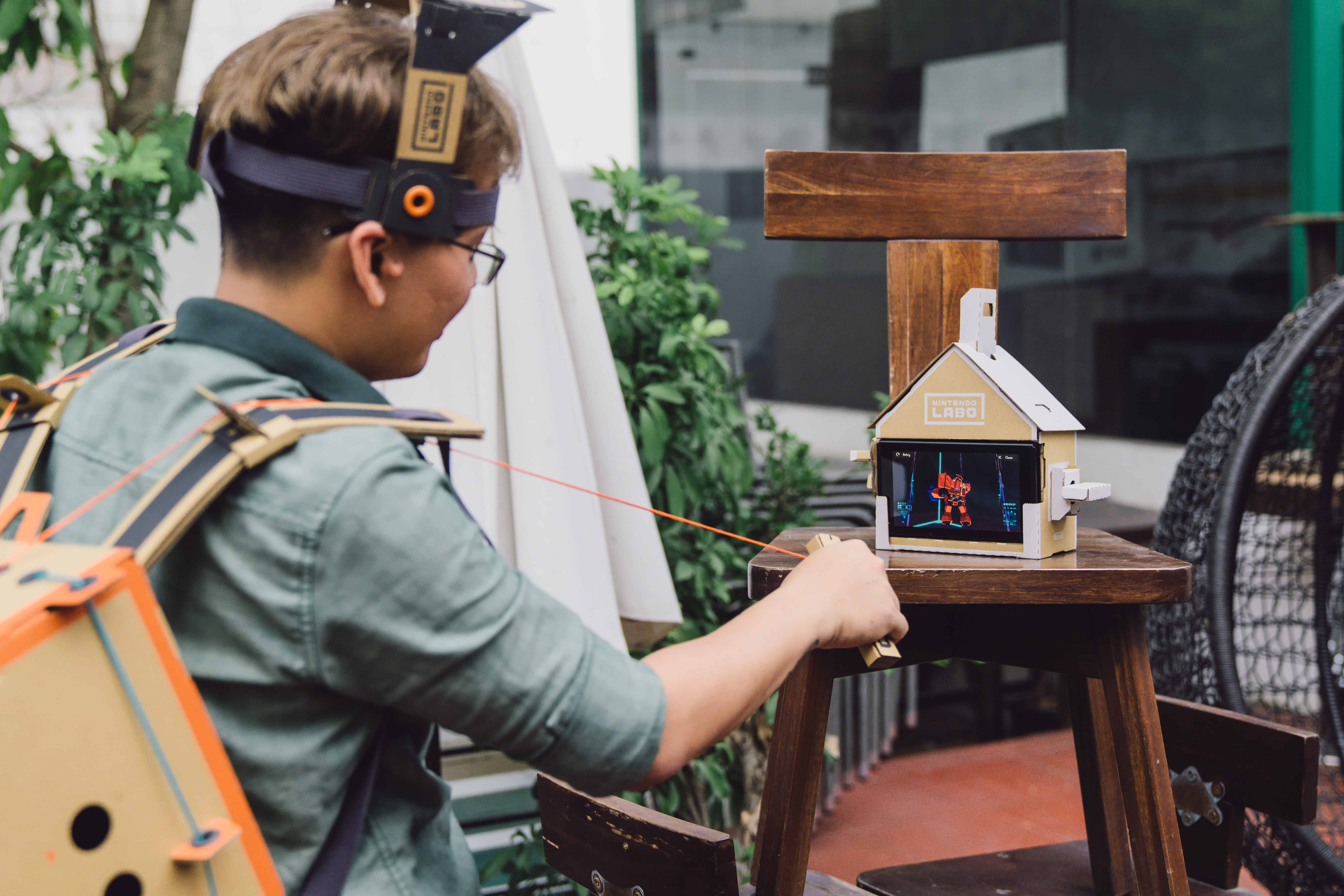
Une personne utilisant le kit robot pour interagir avec le jeu sur la console Nintendo Switch.

Le Toy-Con 02 : Kit robot permet de créer un seul Toy-Con, son propre robot. Ce Toy-Con est composé d'une visière qui contient le Joy-Con gauche, permettant la détection de mouvement, et d'un sac à dos contenant le Joy-Con droit dans son dos, dont la caméra infrarouge permet de détecter les mouvements des bras et des jambes, grâce à des boîtes de puissance sur lesquelles se trouvent des autocollants réfléchissants. Cela permet alors au joueur de se déplacer dans un monde virtuel présenté à l'écran.
Pour construire ce Toy-Con, le kit contient la carte de jeu Nintendo Switch contenant le logiciel d'utilisation du kit Robot, sur laquelle se trouvent les instructions de construction du Toy-Con ainsi que plusieurs mini-jeux : Garage, Robo-Studio, Duel, Robot, Défi et Calories. On y retrouve également 19 planches de carton, 4 feuilles de papier cartonné, 1 feuille d'autocollants réfléchissants, 4 ficelles, 4 sangles et 12 œillets.
Le mode robot donne au joueur la possibilité de contrôler le robot géant en attaquant des cibles, telles que des bâtiments ou des soucoupes volantes, à travers un paysage urbain. Il permet également de contrôler le robot alors qu’il survole la ville ou alors de le transformer en tank. Le mode duel permet aux deux joueurs de se battre avec leurs propres robots, mais chaque joueur doit posséder son propre kit robot. En mode défi, le joueur peut compléter des missions pour déverrouiller des capacités spéciales pouvant être utilisées dans les autres modes du jeu. Le mode robo-studio permet au joueur de reproduire des effets sonores basés sur ses mouvements, tandis que le garage permet au joueur de personnaliser la couleur et l'apparence de son robot virtuel. Le mode calories, quant à lui, est une option permettant d'afficher dans tous les modes, sauf le garage, le nombre de calories brûlées le jour même ainsi que les 30 derniers jours.
Les journalistes ont noté des similitudes entre ce kit et le projet Robot Géant, un jeu destiné à la Wii U dans lequel les joueurs devaient utiliser la détection de mouvement du Wii U GamePad pour contrôler un robot et saccager une ville. Ce projet a été annoncé lors de l'E3 2014 et aurait dû être lié à Star Fox Zero, mais a finalement été annulé par Nintendo,. Les développeurs de Nintendo Labo ont annoncé dans une interview que le prototype original était un carton d'emballage sur lequel étaient fixés un balai (le manche) et des poinçonneuses (les pédales). Cependant, le carton « s’est vite cassé, parce que le dessus devait supporter tout le poids du corps ». De plus, il « bloquait aussi le Joy-Con droit », ne permettant donc pas de faire « un usage optimal du détecteur gyroscopique, ce qui semblait être une opportunité manquée ». Ainsi, pour résoudre ces problèmes, ils ont décidé de modifier le kit en un prototype de robot nommé Carry-Con, qui ressemble au sac à dos du kit actuel.

### Toy-Con 03: Kit véhicules
Le Toy-Con 03 : Kit véhicules permet de créer quatre Toy-Con différents :
- La pédale, permettant de faire varier la vitesse du véhicule, à l'aide du Joy-Con gauche ;
- La voiture, ressemblant à un volant et permettant de conduire une voiture (Toy-Con compatible avec le jeu Mario Kart 8 Deluxe) ;
- L'avion, ressemblant à un joystick et permettant de conduire un avion ;
- Le sous-marin, ressemblant à un sonar doté de deux manivelles à cliquetis et permettant de conduire un sous-marin.

Pour construire ces Toy-Con, le kit contient la carte de jeu Nintendo Switch contenant le logiciel d'utilisation du kit véhicules, sur laquelle se trouvent les instructions de construction des Toy-Con ainsi que plusieurs mini-jeux. On y retrouve également 25 planches de carton, 1 feuille d'autocollants réfléchissants, 1 feuille de coussinets adhésifs, 1 ficelle, 4 œillets et 9 élastiques.
Nintendo a annoncé ce kit, le premier à être sorti après le lancement de Nintendo Labo, le 26 juillet 2018. Il a été mis en vente dans le monde entier le 14 septembre 2018. Ce kit permet de conduire trois véhicules différents - une voiture, un avion et un sous-marin - en plaçant au préalable une Clé Toy-Con, contenant le Joy-Con droit, dans un des Toy-Con associés. Le joueur peut alors changer librement de véhicule en déplaçant simplement la clé, le capteur infrarouge du Joy-Con détectant le Toy-Con dans lequel il est placé grâce aux autocollants réfléchissants. Le jeu permet également de jouer à deux joueurs, grâce à une seconde clé placée dans un autre Toy-Con. Pour pouvoir conduire ces véhicules, le joueur doit au préalable fabriquer une Pédale Toy-Con. Le kit contient en plus un spray pour modifier la couleur des différentes parties de la voiture, ainsi qu'un stand pour placer la console sur le volant, afin d'accroître l'immersion dans la partie.

### Toy-Con 04: Kit VR
Le Toy-Con 04 : Kit VR permet de créer six Toy-Con différents :
- Les lunettes VR, permettant d’interagir en réalité virtuelle avec l'ensemble des mini-jeux inclus dans le kit (Toy-Con compatible avec les jeux Super Mario Odyssey, The Legend of Zelda: Breath of the Wild, Super Smash Bros. Ultimate et Captain Toad: Treasure Tracker)[47] ;
- Le canon, permettant d'abattre des extra-terrestres dans différents niveaux à 360° ou encore de jouer à deux joueurs dans une capture d'hippopotames ;
- L'appareil photo, permettant de prendre des clichés de différents animaux ;
- L'éléphant, permettant de dessiner les objets souhaités dans les airs, avec de nombreux effets, ou encore de faire déplacer une bille dans différents mini-jeux ;
- L'oiseau, permettant de contrôler un oiseau dans le but d'accueillir d'autres oiseaux avec lui sur une île ou encore de participer à des courses ;
- La pédale à vent, permettant de faire progresser une grenouille le long d'un niveau tout en hauteur.

Pour construire ces Toy-Con, le kit contient la carte de jeu Nintendo Switch contenant le logiciel d'utilisation du kit VR, sur laquelle se trouvent les instructions de construction des Toy-Con ainsi que plusieurs mini-jeux. On y retrouve également 32 planches de carton, 1 paire de lentilles VR, 1 feuille d'autocollants réfléchissants, 2 feuilles de coussinets adhésifs, 1 feuille d'autocollants lisses, 19 œillets et 9 élastiques.
Cependant, contrairement aux trois premiers kits, ce nouveau kit Nintendo Labo se décompose en quatre ensembles différents, permettant alors aux utilisateurs de choisir entre l'ensemble des Toy-Con ou alors une partie d'entre eux, à un prix plus abordable. On trouve donc :
- Le Toy-Con 04 : Kit VR, permettant de construire l'ensemble des six Toy-Con, avec une carte de jeu Nintendo Switch ;
- Le Toy-Con 04 : Kit VR - Ensemble de base + Canon, permettant de construire deux Toy-Con, les lunettes VR et le canon, avec une carte de jeu Nintendo Switch ;
- L'Ensemble additionnel 1 (Appareil photo + Éléphant), permettant de construire deux Toy-Con, l'appareil photo et l'éléphant (nécessite le Toy-Con 04 : Kit VR - Ensemble de base + Canon) ;
- L'Ensemble additionnel 2 (Oiseau + Pédale à vent), permettant de construire deux Toy-Con, l'oiseau et la pédale à vent (nécessite le Toy-Con 04 : Kit VR - Ensemble de base + Canon).

Nintendo a annoncé ce kit, le second à être sorti après le lancement de Nintendo Labo, le 7 mars 2019. Il est en vente dans le monde entier depuis le 12 avril 2019. Ce kit permet d'apporter une expérience de réalité virtuelle à la Nintendo Switch, une première depuis sa sortie en 2017. Par ailleurs, selon Nintendo, la fonction de réalité virtuelle peut facilement être désactivée pour permettre aux utilisateurs de profiter des expériences de jeu en 2D.
Ce kit contient, comme les précédents, un Atelier Toy-Con permettant de créer ses propres mini-jeux. De plus, il est combiné avec un Atelier Toy-Con VR permettant de mettre au point les mini-jeux en réalité virtuelle. Enfin, en plus des neuf mini-jeux intégrés, le logiciel du kit comprend une partie nommée Place VR dans laquelle se trouvent 64 mini-jeux devant être réalisés soit avec les Joy-Con, soit avec les Toy-Con.

### Interactions avec les autres jeux
Une mise à jour gratuite de Mario Kart 8 Deluxe a été proposée en juin 2018 afin de permettre aux joueurs d'utiliser la Moto Toy-Con du multi-kit pour contrôler sa voiture ou sa moto dans le jeu. En août 2018, Nintendo a annoncé que la Voiture Toy-Con du kit véhicules à venir allait également être compatible avec Mario Kart 8 Deluxe.
Après avoir dévoilé une démonstration technologique en avril 2018, Rayark Games a annoncé que son jeu Deemo bénéficierait d'un support limité pour le Piano Toy-Con du multi-kit à partir d'octobre 2018, ce qui en ferait le premier titre tiers pouvant supporter Nintendo Labo.
Le 5 avril 2019, Nintendo annonce qu'une mise à jour gratuite des jeux Super Mario Odyssey et The Legend of Zelda: Breath of the Wild sera proposée le 26 avril 2019 afin de rendre ces deux opus compatibles avec les Lunettes VR Toy-Con du kit VR. La mise à jour du jeu Super Mario Odyssey permet au joueur d'accomplir trois missions inédites en réalité virtuelle dans le pays des chapeaux, le pays de la mer ainsi que le pays de la cuisine, mêlant des notes de musique, des pièces et des instruments à récupérer. La mise à jour du jeu The Legend of Zelda: Breath of the Wild permet quant à elle d'expérimenter le jeu complet en réalité virtuelle grâce aux lunettes VR, cette option pouvant être activée ou désactivée à tout moment,.
Le 31 mai 2019, Nintendo annonce que la mise à jour version 3.1.0 est disponible gratuitement pour le jeu Super Smash Bros. Ultimate afin d'apporter la compatibilité avec les Lunettes VR Toy-Con du kit VR. Cette mise à jour permet de vivre les combats en réalité virtuelle, contre des ordinateurs, sur plus de cinquante stages différents.
Le 30 juillet 2019, Nintendo annonce au travers d'une nouvelle vidéo que le jeu Captain Toad: Treasure Tracker est rendu compatible, grâce à une mise à jour, avec les Lunettes VR Toy-Con du kit VR. Cette mise à jour permet alors de jouer à quatre stages en réalité virtuelle, afin de découvrir une nouvelle perspective de ces derniers. Elle est alors accompagnée d'un écran de sélection de stage pouvant être visualisé à 360°.

## Accueil
| Aperçu des notes reçues par les kits Nintendo Labo |                         |                         |                         |                        |
|                                                    |                         |                         |                         |                        |
| Presse papier                                      |                         |                         |                         |                        |
| Média                                              | Toy-Con 01              | Toy-Con 02              | Toy-Con 03              | Toy-Con 04             |
| Wired (US)                                         | 9 / 10                  | 9 / 10                  | 9 / 10                  |                        |
| Presse numérique                                   |                         |                         |                         |                        |
| Média                                              | Toy-Con 01              | Toy-Con 02              | Toy-Con 03              | Toy-Con 04             |
| GameSpot (US)                                      | 7 / 10                  | 7 / 10                  | 7 / 10                  | 7 / 10                 |
| IGN (US)                                           | 7,6 / 10                | 7,3 / 10                |                         | 7,9 / 10               |
| Jeuxvideo.com (FR)                                 | 14 / 20                 | 13 / 20                 | 13 / 20                 |                        |
| Nintendo Life (US)                                 | [ 69 ]                  | [ 70 ]                  | [ 71 ]                  | [ 72 ]                 |
| Agrégateurs de notes                               |                         |                         |                         |                        |
| Média                                              | Toy-Con 01              | Toy-Con 02              | Toy-Con 03              | Toy-Con 04             |
| GameRankings                                       | 76,9 % (10 critiques)   | 66 % (8 critiques)      | 75 % (4 critiques)      | 77 % (7 critiques)     |
| Metacritic                                         | 77 / 100 (23 critiques) | 68 / 100 (15 critiques) | 69 / 100 (10 critiques) | 71 / 100 (9 critiques) |

### Présentation
Au lendemain de son annonce en janvier 2018, le cours de l'action de Nintendo a bondi d'environ 2,4 %, représentant une valeur d'environ 1,4 milliard $. Une analyse a suggéré que Nintendo Labo était le type de produit peu commun que seul Nintendo pouvait développer et commercialiser, conduisant alors au retour à une période plus prospère sur le plan financier pour Nintendo, comme ce fut le cas environ dix ans plus tôt, menant alors à la hausse du cours des actions.

### Critiques
Nintendo Labo a été salué par les critiques pour son approche unique du jeu vidéo et pour sa méthode de jeu non conventionnelle,, ainsi que pour sa capacité à encourager la créativité et l'apprentissage, en particulier chez les enfants.
Les spécialistes ont principalement apprécié l'expérience de construction agréable et la facilité à suivre les instructions étape par étape, les instructions permettant de bouger la caméra et de faire des avances et retours rapides lors du tutoriel, ainsi que le sens de l'humour contenu dans les instructions,.
Les critiques se sont d'abord intéressées à la robustesse du carton, mais elles ont ensuite été impressionnées par la durabilité des Toy-Con une fois assemblés,, soulignant également que la cartouche de jeu contenait des tutoriels avec des astuces pour la réparation des Toy-Con cassés,.
Les critiques étaient partagées quant au plaisir et à la durée de vie limitée du gameplay contenu sur la cartouche de jeu,, avec Andrew Webster de The Verge affirmant que « les jeux sont peut-être la partie la moins intéressante de Nintendo Labo ». Cependant, les critiques ont souligné les possibilités illimitées fournies par l'atelier Toy-Con ainsi que la possibilité pour la communauté de développer et de partager de nouvelles créations,. The Verge et CNET ont trouvé que Nintendo Labo utilisait de manière intelligente les capacités de détection de mouvement, de vibrations HD et de détection infrarouge des manettes Joy-Con,.
Nintendo Labo a été présenté dans une émission de The Tonight Show Starring Jimmy Fallon diffusée en mai 2018, dans laquelle Jimmy Fallon, Ariana Grande et The Roots ont utilisé plusieurs kits et Nintendo Switch afin de jouer le single No Tears Left to Cry d'Ariana Grande ,.
Certains joueurs ont trouvé des moyens de recréer les Toy-Con en carton avec des versions plus robustes, notamment en utilisant des briques Lego, tout en conservant toutes les fonctionnalités des Toy-Con d'origine.

### Ventes
Au Japon, le multi-kit s'est vendu à 90 410 exemplaires au cours de sa première semaine de commercialisation, ce qui le place en tête des ventes tout formats. Le kit robot s'est quant à lui vendu à 28 629 exemplaires, ce qui le place au troisième rang. Le kit véhicules s'est vendu, au cours de sa première semaine de vente au Japon, à 11 659 exemplaires, le plaçant alors au cinquième rang des ventes.
En 2018, le multi-kit a été vendu à 226 845 exemplaires au Japon, tandis que le kit véhicules représente 49 389 ventes dans ce pays. L'ensemble des trois kits représente un total de 1,39 million d’unités vendue dans le monde en 2018.
Au 31 mars 2019, le multi-kit a été vendu à 1,09 million d'exemplaires dans le monde, dont 330 000 uniquement au Japon. Le kit se classe alors au quinzième rang des jeux les plus vendus sur la Nintendo Switch.

### Récompenses
| Année | Cérémonie                                             | Catégorie                                            | Catégorie                 | Résultat   | Réf.    |
| Année | Cérémonie                                             | Nom officiel                                         | Traduction                | Résultat   | Réf.    |
| ----- | ----------------------------------------------------- | ---------------------------------------------------- | ------------------------- | ---------- | ------- |
| 2018  | Golden Joystick Awards                                | Nintendo Game of the Year                            | Jeu Nintendo de l'année   | Nomination | [ 99 ]  |
| 2018  | The Game Awards                                       | Best Family Game                                     | Meilleur jeu familial     | Nomination | [ 100 ] |
| 2019  | New York Game Awards                                  | Central Park Children's Zoo Award for Best Kids Game | Meilleur jeu pour enfants | Lauréat    | ,       |
| 2019  | National Academy of Video Game Trade Reviewers Awards | Game, Special Class                                  | Jeux - Catégorie spéciale | Lauréat    | [ 103 ] |
| 2019  | Game Developers Choice Awards Awards                  | Innovation Award                                     | Prix de l'innovation      | Lauréat    | [ 104 ] |
| 2019  | British Academy Video Games Awards                    | Family                                               | Jeu familial              | Lauréat    | ,       |
| 2019  | British Academy Video Games Awards                    | Game Beyond Entertainment                            | Jeu éducatif              | Nomination | ,       |
| 2019  | British Academy Video Games Awards                    | Game Innovation                                      | Jeu innovant              | Lauréat    | ,       |
| 2019  | Italian Video Game Awards                             | Best Family Game                                     | Meilleur jeu familial     | Lauréat    | [ 107 ] |
| 2019  | Italian Video Game Awards                             | Innovation Award                                     | Prix de l'innovation      | Nomination | [ 107 ] |
| 2019  | Games for Change Awards                               | Most Innovative                                      | Jeu le plus innovant      | Nomination | ,       |
| 2019  | Games for Change Awards                               | Game of the Year                                     | Jeu de l'année            | Lauréat    | ,       |